# 孤峰智璨
孤峰 智璨（こほう ちさん、1879年8月16日 - 1967年11月1日）は、日本の曹洞宗の僧侶。神奈川県最乗寺住職、總持寺独住18世貫首。俗姓は奥田。号は瑩堂。

## 来歴
明治12年富山県生まれ。1892年13歳で得度、石川県永光寺の孤峰白巌の法をつぐ。1901年から臨済宗円覚寺の釈宗演、長国寺の杉本道山、西宮海青寺の中原南天棒、原劉洲らに師事。1904年曹洞宗大学林（現駒澤大学）卒業。1909年教導講習院卒業。
1905年から千葉泉福寺、長野県頼岳寺、石川県永光寺、神奈川県最乗寺各住職。1928年師家となり、最乗寺専門僧堂長、長野県専門尼僧堂長、曹洞宗総持寺副監院、藍院、副貫首を経て1957年貫首。1966年横浜市鶴見に鶴見女子大学を創立。著書に「承陽大師伝」「常済大師伝」「冠註 伝光録」「曹洞宗両大山沿革史」「印度支那日本禅宗史」など。
1967年11月1日遷化、88歳。